# 真備町
真備町（まびちょう）は、岡山県倉敷市に存在する地区。また、かつて、2005年8月1日の倉敷市への編入合併まで岡山県吉備郡にあった自治体（町）。
この記事では自治体時代の真備町、現在の倉敷市真備地区（真備支所管内）の両方について記述する。

## 概要
倉敷市の北西部にあたり、同市玉島地域の北部、および総社市の南西部になり、総社市（旧：総社市・清音村・山手村）とともに総社圏域を形成している。倉敷圏域の北部にあたる。倉敷市や総社市のベッドタウンとして急速に人口が増加し、地区東部はスーパーマーケットなどの郊外店の出店が相次ぎ激戦区となっている。
地区内の企業は、総社市同様、倉敷の水島関連の下請け企業が多い。
その他に農産物としてタケノコがあり、県内を代表する産地である。
地区内東部の川辺・有井地区では、国道486号沿線・周辺地域でスーパーマーケットをはじめとしたロードサイド店が林立している。

### 地理
高梁川の西岸に地区があるが、町の北東部は高梁川西岸の総社市下原に隣接する。地区の南北端は丘陵となっており、その丘陵間は比較的広い平野部となっている。その中央部を高梁川支流の小田川が東流し、地区南東端で高梁川と合流する。丘陵には竹林が多くタケノコが特産品である。

### 隣接している自治体・地区
- 倉敷市玉島地域・船穂地区
- 総社市（旧：総社市、旧：都窪郡清音村）
- 小田郡矢掛町

## 歴史
町周辺に数多くの弥生時代の遺跡が確認されていることから、当時から稲作民が多数居住していたと思われる。岡田の山之谷採取の石器、下二万金峯寺裏山発見の石斧、尾崎の熊野神社裏山の黒宮大塚（弥生後期の墳丘墓と推定される）、妹（せ）の蓮池付近で発見された銅鐸などのほか、小田川沿いの平野周辺部には紀元前後の弥生遺跡が点々と位置し、当時の真備町一帯にかなりの水田が開けていたことを物語っている。
古代は豪族・下道氏（しもつみちし）の支配する地域であり、奈良時代に遣唐使となりのち右大臣まで昇進した吉備真備は、この下道氏の出である。これが町名の由来となっている。
江戸時代には伊東長実が領主となり、以降代々岡田藩伊東氏の領地となった。
1871年（明治4年）、廃藩置県により、岡田藩は岡田県になり、さらに備中地方の各県が統一され真備町は深津県（のち小田県に改称）内の下道郡に属する十余の各村となる。1876年（明治9年）には備前、備中、美作の各地域が合併し、1952年（昭和27年）に真備町が誕生。
太平洋戦争末期に横溝正史の疎開地となり、戦後も暫くここに居留した。横溝の寓居は現在一般公開されている。
歴史的には吉備郡の流れを汲む総社市圏域に属しており、平成の大合併の際には当初総社圏域での新設合併を目指していたが、途中から倉敷市との合併も模索をし、合併を巡る住民投票や町長選の結果などの紆余曲折の末、倉敷市に編入合併となった。これを機に地区内の警察・消防の管轄が総社（総社警察署、総社市消防本部）から玉島（玉島警察署、玉島消防署）に変更となった。ただしゴミの収集は清掃工場が立地するなど総社圏域で引き続き行っており、総社圏域西部の中核としての機能も未だ持ち続けている。

### 沿革
- 1952年（昭和27年）4月1日 - 吉備郡箭田町（やた）・呉妹村（くれせ）・二万村（にま）・薗村（その）・大備村（おおび）の1町4村が合併し、真備町となる。
- 1956年（昭和31年）4月1日 - 吉備郡穂井田村大字服部の一部を編入（現在の真備町服部）。
- 1999年（平成11年）1月11日 - 井原鉄道井原線が開通。町内に吉備真備駅をはじめ3駅が設置される。
- 2005年（平成17年）8月1日 - 浅口郡船穂町と共に倉敷市に編入合併となり、同日真備町は廃止。倉敷市真備町となる。
- 2018年（平成30年）7月6日 - 平成30年7月豪雨により小田川の堤防が約100メートルにわたり決壊する[注釈 2]などして、真備地区の27パーセントに及ぶ、約1,200ヘクタールにわたって浸水する甚大な被害を受ける[2][3]。死者は51人にものぼった。

## 出身・ゆかりの人物
- 吉備真備 - 町名の由来になっている奈良時代の豪族・政治家
- 松井大二郎 - プロレスラー
- 横溝正史 - 推理作家で、戦時中に父親の出身地である浅口郡船穂町柳井原の近隣の真備町岡田地区（当時は吉備郡岡田村）に疎開、その経験から金田一耕助シリーズをはじめとする岡山が舞台の作品を多数執筆。
- 日枝久 - 川辺脇本陣の末裔
- 高木真備 - 女子競輪選手
- 片岡宏誌 - 東京大学名誉教授、日本農学賞受賞者
- 井上桂園 - 書家。真備町薗村（真備町市場）生まれ。
- フルーツぴ〜ち大将軍 - お笑いタレント
- 大山康晴 - 将棋棋士。本人は浅口郡河内町西阿知（現・倉敷市）生まれだが、妻の（旧姓・中山）昌子が真備町岡田地区（当時は吉備郡岡田村）の出身（近所に疎開していた横溝正史に、昌子が大山との見合いについて相談していたエピソードがある）。
- ノリ - YouTuber (STスタジオ)

## 地域

### 大字
倉敷市編入時に各大字の頭に「真備町」を冠したものに改称された。
- 真備町箭田（まびちょう やた）
- 真備町服部（まびちょう はっとり）
- 真備町妹（まびちょう せ）
- 真備町尾崎（まびちょう おさき）
- 真備町市場（まびちょう いちば）
- 真備町有井（まびちょう ありい）
- 真備町岡田（まびちょう おかだ）
- 真備町辻田（まびちょう つじた）
- 真備町川辺（まびちょう かわべ）
- 真備町下二万（まびちょう しもにま）
- 真備町上二万（まびちょう かみにま）

### 教育

#### 小学校
- 倉敷市立川辺小学校
- 倉敷市立岡田小学校
- 倉敷市立薗小学校
- 倉敷市立箭田小学校
- 倉敷市立二万小学校
- 倉敷市立呉妹小学校

#### 中学校
- 倉敷市立真備東中学校
- 倉敷市立真備中学校

#### 高等学校
- 倉敷市立真備陵南高等学校（旧・箭田高等学校）

#### 支援学校
- 岡山県立倉敷まきび支援学校

### 行政

#### 市の機関
- 倉敷市役所真備支所
- 倉敷市消防局玉島消防署真備分署

#### 県の機関
- 玉島警察署真備交番・川辺交番

## 交通

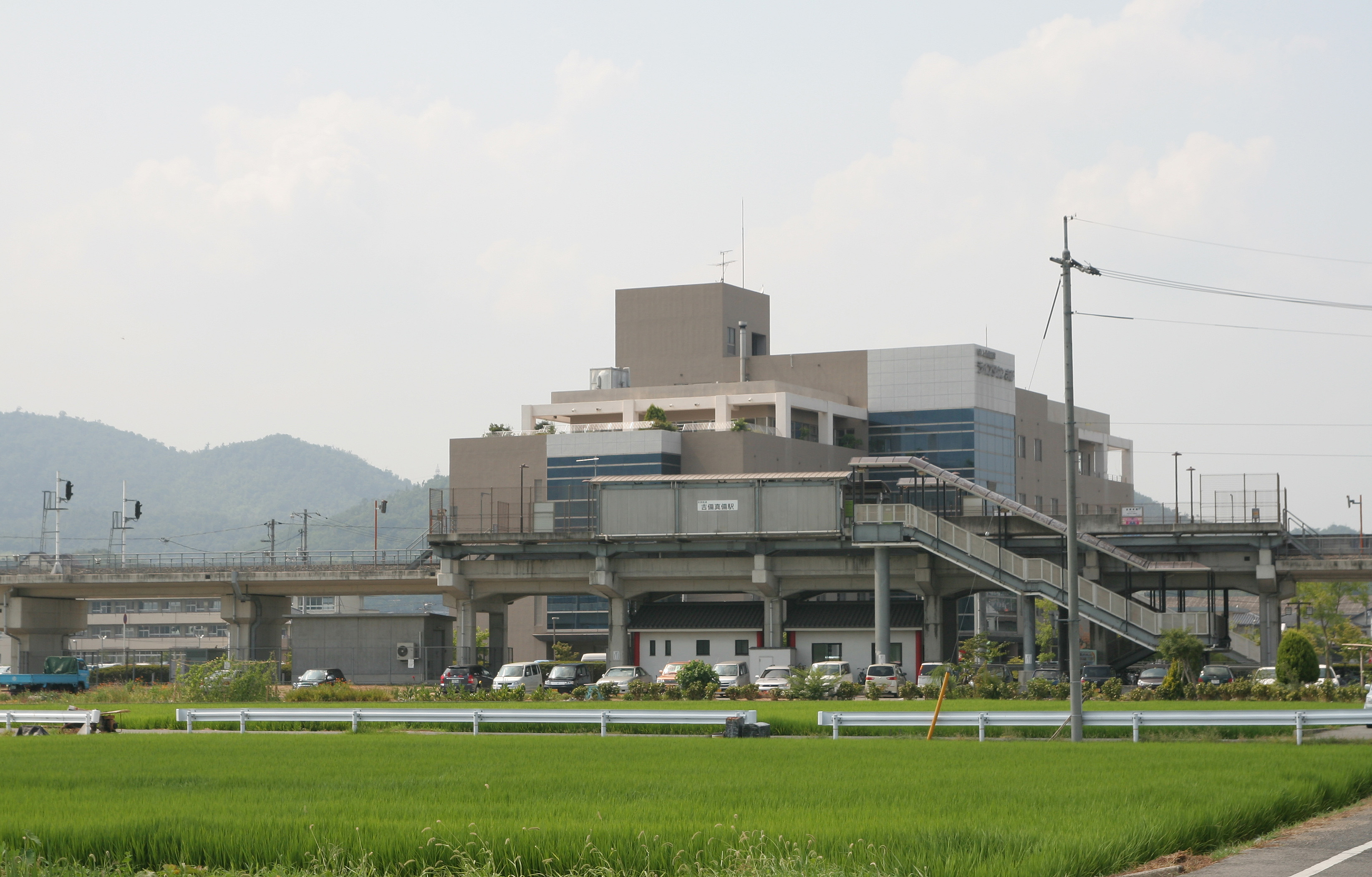
吉備真備駅

### 鉄道
- 井原鉄道
  - 井原線：川辺宿駅 - 吉備真備駅 - 備中呉妹駅

### 乗合タクシー
- 真備地区コミュニティタクシー

### 道路
- 町内を走る高速道路：山陽自動車道
- 町内を走る一般国道：国道486号
- 町内を走る県道
  - 岡山県道54号倉敷美袋線
  - 岡山県道278号宍粟真備線
  - 岡山県道279号下原船穂線
  - 岡山県道280号市場川辺線
  - 岡山県道281号大曲船穂線
- 高梁川を越えるには上流から順に、総社大橋（岡山県道80号上高末総社線）、新総社大橋（総社市道）、川辺橋（国道486号）、旧川辺橋（旧山陽道）[注釈 3][注釈 4]、倉敷大橋（倉敷市道）、船穂橋（岡山県道60号倉敷笠岡線）を渡ることになる。

## 通信

### 電話
倉敷市編入に伴い2009年6月1日より倉敷MAに属し、市外局番は086となっている。それ以前は総社MAに属し市外局番は0866（市内局番は97および98）であった。
- 2009年5月31日まで
  - 総社MA　0866（30 - 39、90 - 99）
    - 総社市・倉敷市真備町

  - 倉敷MA　086（420 - 489、520 - 529、552、553）
    - 都窪郡早島町の全域、倉敷市（真備町を除く）、岡山市箕島の一部
- 2009年6月1日以降
  - 倉敷MA　086（420 - 489、520 - 529、552、553、691、697、698）
    - 倉敷市および都窪郡早島町の全域、総社市の一部（真備局管轄内）、岡山市箕島の一部

  - 総社MA　0866（30 - 39、90、92 - 96、99）
    - 総社市（真備局管内を除く）

### 郵便
郵便物の集配業務は倉敷郵便局（郵便区番号「710-13」）が担当している。2006年までは箭田郵便局の管轄区であった。

## 名所

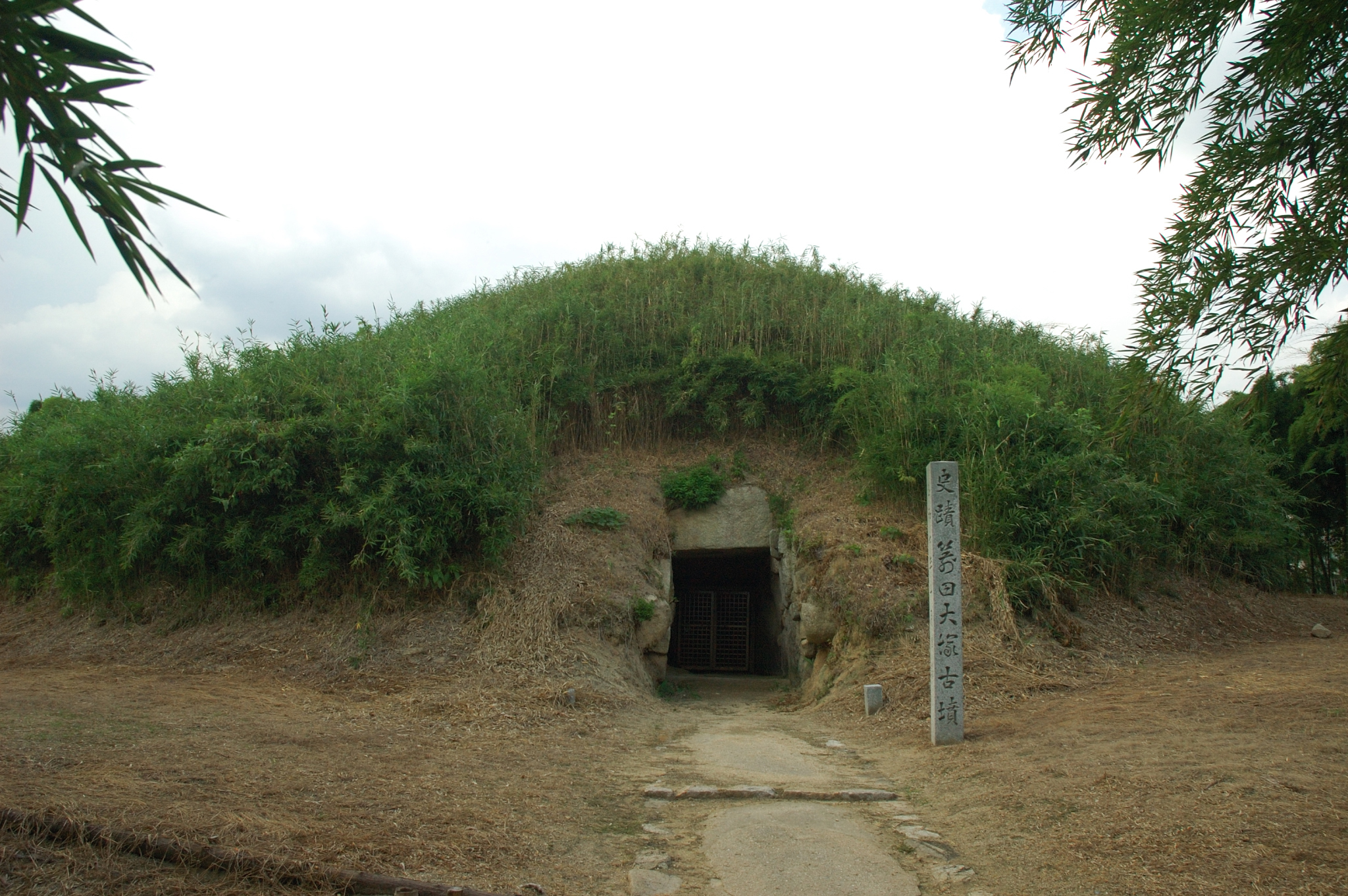
箭田大塚古墳

- 吉備路
- 吉備寺[注釈 5]
- 堂応寺宝篋印塔[注釈 5]
- 大池ふるさと公園（ふるさと歴史館）
- まきび公園（まきび記念館）
- 横溝正史疎開宅
- 産湯の井戸
- 琴弾岩[注釈 5]
- 穴門山神社[注釈 5]
- 真備美しい森
- 大池の弁天様（岡田大池）[注釈 5]
- 猿掛城址[注釈 5]
- 箭田大塚古墳[注釈 5]
- マービーふれあいセンター
- 南山城 (備中国) 址（2017年4月から岡山県古代吉備文化財センターにより発掘調査が行われたが[8]、平成30年7月豪雨後の治水工事に伴い、山体ごと消滅の見込み）
- 千光寺
- 金田一耕助の小径